# Callidula arctata
Callidula arctata är en fjärilsart som beskrevs av Butler 1877. Callidula arctata ingår i släktet Callidula, och familjen Callidulidae. Inga underarter finns listade i Catalogue of Life.